# Occallatibacter savannae
Occallatibacter savannae es una bacteria gramnegativa del género Occallatibacter. Fue descrita en el año 2016. Su etimología hace referencia a sabana. Es aerobia, móvil y con cápsula. Tiene un tamaño de 0,5-0,7 μm de ancho por 1-2,5 μm de largo. Catalasa positiva y oxidasa negativa. Forma colonias traslúcidas, lisas, brillantes, convexas, con márgenes enteros y de color rosa claro. Temperatura de crecimiento entre 11-40 °C, óptima de 29-40 °C. Tiene un contenido de G+C de 58,5%. Se ha aislado del suelo de sabana en Erichsfelde, Namibia. 